# ピエール＝イヴ・ドンゼ
ピエール＝イヴ・ドンゼ（フランス語：Pierre-Yves Donzé、1973年12月3日 ‐ ）は、スイス出身の経営史研究者。専攻は、グローバル経営史、時計産業史、ラグジュアリーとファッションのビジネス。大阪大学大学院経済学研究科教授。

## 人物
1973年にスイスのラ・ショー・ド・フォンに生まれ、ヌーシャテル大学で学び、19世紀から20世紀にかけての病院の経営史・技術史に関する論文で2005年に博士号を取得した。その後、京都大学、ラトガース大学カムデン校（ニュージャージー州）、大阪大学にポスドクとして所属し、時計産業、医療技術、クリエイティブ産業の経営史を専門に研究した。
2012年に京都大学の白眉研究者・准教授に就任し、2015年から大阪大学に在籍している。また、2017年からフリブール大学の客員教授を務めている。ハーバード・ビジネス・スクールで2023年トーマス・K・マックロー・フェロー（アメリカ経営史）を受賞した。

## 著書

### 単著
- L’ombre de César. Les chirurgiens et la construction du système hospitalier vaudois (1840-1960), Lausanne : BHMS, 2007.
- History of the Swiss Watch Industry from Jacques David to Nicolas Hayek, Bern: Peter Lang, 2011.
- A Business History of the Swatch Group: The Rebirth of Swiss Watchmaking and the Globalization of the Luxury Industry, Basingstoke: Palgrave Macmillan, 2014.
- 『「機械式時計」という名のラグジュアリー戦略』世界文化社，2014年。
- Making Medicine a Business: X-ray Technology and the Transformation of the Japanese Medical System (1895–1945), Singapore: Palgrave Macmillan, 2018.
- Vendre l’Europe au monde : L’industrie globale du luxe des années 1980 à nos jours, Neuchâtel : Alphil, 2021.
- 『ラグジュアリー産業 -- 急成長の秘密』有斐閣，2022年。

他

### 共編
- （Shigehiro Nishimura）Organizing Global Technology Flows: Institutions, Actors, and Processes, New York: Routledge, 2014.
- （Bram Bowens、Takafumi Kurosawa）Industries and Global Competition: A History of Business Beyond Borders, New York: Routledge, 2018.
- （Rika Fujioka）Global luxury: organizational change and emerging markets since the 1970s, Basingstoke: Palgrave Macmillan, 2018.
- (Veronique Pouillard, Joanne Roberts), Oxford Handbook of Luxury Business, Oxford University Press, 2022.
- （クロード・ハウザー）『駐日スイス公使が見た第二次世界大戦―カミーユ・ゴルジェの日記―』大阪大学出版会，2023年。

他

## 受賞
- Henry-E.-Sigerist Prize for the History of Medicine and Natural Sciences（2000年）[7]
- Gaïa Prize（2011年）[8]
- Best paper prize, European Business History Association（2012年）[9]